# Vladimiro Capitanio
Vladimiro Capitanio (Vicenza, ... – ...; fl. XX secolo) è stato un calciatore italiano, di ruolo centrocampista.

## Carriera
Inizia a giocare nel Vicenza nel Campionato Veneto del 1910, facendo il suo esordio in gare ufficiali il 27 febbraio 1910 in una partita vinta per 2-1 sul campo del Venezia; rimane nella squadra berica fino alla fine della stagione 1912-1913, per un totale di 16 presenze e un gol in massima serie.